# Arrigas
Arrigas ist eine Gemeinde im französischen Département Gard in Okzitanien. Sie gehört zum Arrondissement Le Vigan. 

## Geografie
Die Gemeindegemarkung hat einen Anteil am Nationalpark Cevennen. Nahe dem Col de l’Homme Mort, entspringt der Fluss Vis.
Arrigas grenzt im Norden an Dourbies, im Osten an Aumessas, im Südosten an Arre, im Süden an Blandas und im Westen an Alzon. 

## Bevölkerungsentwicklung
| Jahr      | 1962 | 1968 | 1975 | 1982 | 1990 | 1999 | 2008 | 2014 |
| --------- | ---- | ---- | ---- | ---- | ---- | ---- | ---- | ---- |
| Einwohner | 281  | 234  | 199  | 187  | 175  | 194  | 191  | 211  |

## Persönlichkeiten
- Louis Alexandre d’Albignac (1739–1825), General, dort geboren